# Patricio Mardones
Luis Patricio Mardones Díaz (* 17. Juli 1962 in San Vicente de Tagua Tagua) ist ein ehemaliger chilenischer Fußballspieler. Der Mittelfeldspieler wurde vier Mal chilenischer Meister zwei Mal Pokalsieger. Für die Nationalmannschaft absolvierte er 29 Partien, in denen er zwei Tore erzielte. 1995 wurde Mardones zum Fußballer des Jahres in Chile gewählt.

## Karriere

### Verein
Patricio Mardones begann seine Karriere 1983 bei Universidad Católica, mit dem er im ersten Jahr die Copa Chile und Copa de la República gewann. 1984 und 1987 gewann der defensive Mittelfeldspieler jeweils die chilenische Meisterschaft mit den Cruzados. Bei der Copa Libertadores 1984 kam das Team um Mardones ins Halbfinale, wo Universidad Católica hinter dem späteren Sieger CA Independiente und Nacional Montevideo ausschied.
1988 wechselte Mardones in die Schweiz zum FC St. Gallen, wo er vier Jahre blieb und zusammen mit seinen Landsleuten Iván Zamorano und Hugo Rubio spielte. Zusammen brachten sie den Klub auf einen Höhenflug mit der Herbstmeisterschaft 1989. Mit dem Weggang von Zamorano endete die erfolgreiche Zeit. Mardones war oft nur vierter Ausländer im Kader und wurde daher nicht mehr eingesetzt. Im Januar 1992 wechselte er zum FC Brüttisellen, dem er zum Klassenerhalt verhalf.
Im Juli ging Mardones nach Chile zurück, wo er erst für CD O’Higgins, ab 1994 dann für Universidad de Chile spielte. Bei Universidad de Chile war er Stammspieler. Am letzten Spieltag der Saison 1994 gegen den CD Cobresal hätte ein Unentschieden zum ersten Meistertitel seit 1969 gereicht, doch bis in die zweite Halbzeit führte der Klub aus dem Norden Chiles. Durch einen Elfmeter von Mardones glich La U aus und gewann mit dem Punkt die Meisterschaft 1994. 1995 gewann Universidad de Chile erneut die Meisterschaft und erreichte bei der Copa Libertadores 1996 das Halbfinale, wo das Team gegen River Plate ausschied. Zuvor hatte der chilenische Klub im Viertelfinale Barcelona SC besiegt. Im Rückspiel erzielte Mardones den 1:1-Ausgleichstreffer, der nach dem Hinspielsieg zum Weiterkommen reichte. 1996 beendete Mardones seine Karriere.

### Nationalmannschaft
Für die chilenische Nationalmannschaft spielte Patricio Mardones im Februar 1985 beim Freundschaftsspiel gegen Finnland. Nach Einsätzen in weiteren Freundschaftsspielen und zwei Spielen in der Qualifikation zur Weltmeisterschaft 1986, für die sich Chile nicht qualifizieren konnte, spielte er sein erstes großes Turnier bei der Copa América 1987 in Argentinien. Mardones kam in allen vier Partien zum Einsatz. In der Gruppe setzte sich La Roja gegen Venezuela mit 3:1 und dann gegen Brasilien mit 4:0 durch. Im Halbfinale besiegte das Team Kolumbien mit 2:1 in der Verlängerung. Das Finale in Buenos Aires gegen Uruguay verlor Chile mit 0:1. Beide Teams beendeten die Partie mit neun Spielern.
Nach dem Länderspiel gegen Peru im November 1988, bei dem Mardones sein erstes Tor erzielte, kam er erst wieder nach über sechs Jahren zu einem Einsatz für Chile. Bei der Copa América 1995 spielte Mardones nur im zweiten Gruppenspiel gegen Argentinien. Chile schied nach der Gruppenphase mit nur einem Punkt aus drei Spielen aus. Für Mardones war es zugleich der letzte Einsatz im Trikot der Nationalmannschaft. In 29 Einsätzen erzielte Mardones zwei Tore für La Roja.

## Erfolge
Universidad Católica
- Chilenischer Meister: 1984, 1987
- Chilenischer Pokalsieger: 1983
- Copa de la República: 1983

Universidad de Chile
- Chilenischer Meister: 1994, 1995

Chile
- Finalist der Copa América: 1987

## Auszeichnungen
- Fußballer des Jahres in Chile: 1995